# 보아메리아리냐
보아메리아리냐(프랑스어: Bohas-Meyriat-Rignat)는 프랑스 동부 오베르뉴론알프 앵주에 있는 코뮌이다.

## 지리
보아메리아리냐는 쉬랑 계곡의 르베르몽 지방에 위치해 있다. 부르캉브레스에서 남동쪽으로 15km가량 떨어진 지점에 있다.
코뮌 내에는 실루프 (Chiloup), 무아낭 (Moinans), 샤리나즈르바 (Charinaz le Bas), 샤리나즈르오트 (Charinaz le Haut), 샤티요네 (Chatillonnet) 등의 마을이 있다.

## 인구
| 연도 | 인구 | ±%     |
| ---- | ---- | ------ |
| 1793 | 667  | —      |
| 1800 | 733  | +9.9%  |
| 1806 | 603  | −17.7% |
| 1821 | 666  | +10.4% |
| 1831 | 677  | +1.7%  |
| 1836 | 620  | −8.4%  |
| 1841 | 602  | −2.9%  |
| 1846 | 567  | −5.8%  |
| 1851 | 593  | +4.6%  |
| 1856 | 568  | −4.2%  |
| 1861 | 570  | +0.4%  |
| 1866 | 559  | −1.9%  |
| 1872 | 529  | −5.4%  |
| 1876 | 500  | −5.5%  |
| 1881 | 460  | −8.0%  |
| 1886 | 450  | −2.2%  |
| 1891 | 459  | +2.0%  |

| 연도 | 인구 | ±%      |
| ---- | ---- | ------- |
| 1896 | 395  | −13.9%  |
| 1901 | 392  | −0.8%   |
| 1906 | 361  | −7.9%   |
| 1911 | 342  | −5.3%   |
| 1921 | 311  | −9.1%   |
| 1926 | 304  | −2.3%   |
| 1931 | 299  | −1.6%   |
| 1936 | 301  | +0.7%   |
| 1946 | 246  | −18.3%  |
| 1954 | 243  | −1.2%   |
| 1962 | 219  | −9.9%   |
| 1968 | 186  | −15.1%  |
| 1975 | 506  | +172.0% |
| 1982 | 597  | +18.0%  |
| 1990 | 657  | +10.1%  |
| 1999 | 727  | +10.7%  |
| 2008 | 815  | +12.1%  |

## 역사
본래는 보아, 메리아, 리냐의 세 마을로 이루어져 있었다, 옛 문헌에서 이들 마을이 처음으로 언급된 것은 12세기로 거슬러 올라간다.
1974년 1월 1일에는 보아, 메리아, 리냐가 서로 통합되어 지금의 보아메리아리냐 코뮌이 되었다. 2000년 1월 1일에는 보아와 메리아에 통합됐던 리냐 일대가 그대로 합병된 채로 남는 대신 별개의 부시장을 두게 되었다.

## 같이 보기
- 앵 주의 코뮌 목록